# 1071

## Събития
- 26 август – Битката при Манцикерт: Византийската армия бива победена от настъпващите селджукски турци при крепостта Манцикерт в Армения. Тази дата бележи началото на постепенното покоряване на Мала Азия от тюркските племена, идващи от вътрешността на Азия.

## Родени
- 22 октомври – Гийом дьо Поатие, херцог на Аквитания и трубадур